# Prince George (Virginia)
Prince George è un census-designated place (CDP) degli Stati Uniti d'America, situato nello stato della Virginia, nella contea di Prince George, della quale è il capoluogo.